# Francisco Díaz Quintero
Francisco Díaz Quintero (Huelva, 1819-Lieja, 1878) va ser un advocat, periodista i polític espanyol. Membre del Partit Demòcrata durant el regnat de Isabel II, després del triomf de la Revolució de 1868 va ser elegit diputat per la circumscripció de Huelva en les Corts Constituents de 1869, en les quals es va integrar en la minoria republicana. Reelegit diputat per Sevilla en 1871 i senador electe per la província de Girona durant el regnat d'Amadeu de Savoia, va formar part de l'Assemblea Nacional que va proclamar la Primera República espanyola i al maig de 1873 va tornar al Congrés, havent aconseguit acta de diputat pels districtes de Huelva, Sevilla, Jerez de los Caballeros i Llerena, i optat per la representació corresponent a aquesta última.

## Biografia
Nascut a Huelva el 21 d'octubre de 1819, va estudiar filosofia i dret a Sevilla on també va exercir l'advocacia fins a 1846, any en què es va traslladar a Madrid. Aquí va entrar en contacte amb Nicolás María Rivero, amb qui mantindrà íntima amistat, i va començar a col·laborar en la premsa pròxima al partit demòcrata. En 1850 va patir un any de presó per motius polítics, exiliant-se després a Portugal on va romandre fins a la Vicalvarada. Va aprofitar aquests anys per a completar la traducció de Cosmos d'Alexander von Humboldt (1851-1852). Fracassat en el seu intent de sortir elegit diputat a les eleccions a Corts Constituents de 1854, va romandre a Huelva dedicat a l'advocacia fins 1860 en què va tornar a Madrid per a col·laborar amb La Discusión i retrobar-se amb el seu director, Rivero, que havia resultat greument ferit en un duel. Va abandonar Madrid per motius de salut en 1863 i va tornar a la seva professió d'advocat en l'empresa del ferrocarril de Sevilla a Cadis. Triomfant la Revolució de 1868 va ser elegit secretari de la junta revolucionària de Sevilla encarregant-se de la redacció del seu manifest.
Elegit diputat per Huelva en les constituents de 1869 i integrat en la minoria republicana, va destacar en els debats entorn dels articles referits a la llibertat de cultes i quan en una ocasió, en coincidir en la votació d'una esmena amb el canonge Vicente Manterola y Pérez, va demanar la paraula per a aclarir que «no hi ha res de comú entre la meva humil persona i les idees religioses, perquè jo no professo cap religió, atenció al fet que les crec totes contràries a la moral», afegint: «Ni tan sols sóc ateu, perquè no vull relacionar-me amb les religions per mitjà de la negació».
Després del fracàs dels aixecaments republicans de la tardor de 1869, en els quals no va tenir participació activa, va representar Huelva en l'assemblea del partit celebrada a Madrid el 6 de maig següent, de la qual va sortir escollit un Directori encapçalat per Francesc Pi i Margall i definit «el dogma federal» conforme al qual havia d'organitzar-se. L'aparent unanimitat aconseguida pels republicans en aquest punt va saltar per l'aire quan el dia 7 de maig es va publicar l'anomenada Declaración de la Prensa signada per Miguel Morayta i una representació dels diaris republicans de Madrid en la qual, reclamant-se federals, defensaven la unitat nacional compatible amb l'autonomia de municipis i províncies i rebutjaven la idea del pacte entre cantons. El Directori va respondre per mitjà d'una circular a les bases del partit signada per Pi i Margall, Emilio Castelar i Estanislau Figueras condemnant la declaració, condemna a la qual es van adherir en un manifest contra la premsa divuit diputats federals, entre ells Díaz Quintero. L'escàs nombre de diputats signants evidenciava, amb tot, la bretxa creixent entre revisionistes, unitaris, i intransigents federals, amb els quals s'alinearà Díaz Quintero.
Senador per Girona, va participar en l'Assemblea Nacional que va proclamar al febrer de 1873 la república. Formades les Corts constituents, va ser triat membre de la comissió redactora del projecte constitucional, de la qual aviat es va retirar, en trobar-se en franca minoria. Amb Ramón de Cala y Barea i Eduardo Benot Rodríguez va presentar a les Corts el 14 de juliol de 1873 un Projecte de Constitució Democràtica Federal de la República Espanyola, alternatiu al projecte de la ponència oficial. Aspecte singular d'aquest text alternatiu era que en els seus articles 20 i 21 es proposava crear un marc legal per a l'«estat de guerra civil», tractant –com explica Jover– de reconduir cap a l'interior dels límits de l'ordenament jurídic una situació de fet, sempre aliena a ell. Declarat pel Poder legislatiu, l'estat de guerra civil autoritzaria el Poder executiu a «portar endavant la guerra conforme als principis del dret de gents», que entraria per això a formar part de la legislació nacional. Els presoners i les persones notòriament compromeses podrien ser detingudes i bandejades, «però mai a llocs malsans o despoblats», i tan aviat es conclogués la pau podran tornar a les seves llars, «i seran sotmeses a judici, conforme a la Constitució, tret que les Corts no donin una amnistia», segons el que establia la proposta, retirada finalment sense debat.
A diferència de la proposta de constitució defensada per la comissió constitucional, redactada en gran part per Emilio Castelar, que pretenia una federació d'Estats regionals, el projecte de Díaz Quintero, Cala i Benot partia de «les actuals províncies de la Península» reunides en cantons en ús de la seva autonomia, formulació que podria haver inspirat alguna de les manifestacions de la immediata rebel·lió cantonal. Com a federal «intransigent» va ser també un dels diputats signants del manifest A la Nación de finals de juliol de 1873, contra el decret del ministre de Marina confirmat pel Govern pel qual els vaixells revoltats a l'Arsenal de Cartagena eren declarats pirates.
Amb la Restauració es va exiliar a Bèlgica, on va morir el 15 de juliol de 1878.